# Gewone klokjesglansbij
De gewone klokjesglansbij (Dufourea dentiventris) is een vliesvleugelig insect uit de familie Halictidae. De wetenschappelijke naam van de soort is voor het eerst geldig gepubliceerd in 1848 door Nylander.